# Jeunesse (film, 1934)
Pour les articles homonymes, voir Jeunesse (homonymie).
Pour plus de détails, voir Fiche technique et Distribution.
Jeunesse est un film français réalisé par Georges Lacombe, sorti en 1934.

## Synopsis
Amoureuse désespérée, son amant Louis est parti aux colonies, Marie, vendeuse dans un magasin de lingerie, ne voit plus de solution et tente de se suicider. Sauvée malgré elle, son cœur balance entre l'amour sincère de deux hommes. Sa grossesse l'affole, l'accouchement est proche, elle décide de rejoindre aux colonies son ancien amant qui l'a quitté et ne l'a cependant pas oubliée.

## Fiche technique
- Réalisation : Georges Lacombe
- Scénario et dialogue : Michel Arnaud
- Décors : Pierre Schild
- Photographie : Roger Forster, Harry Stradling Sr.
- Son : Jean Lecoq
- Musique : Georges van Parys
- Société de distribution : Les Films Epoc
- Producteur délégué : André Hallion
- Pays :  France
- Format :  Noir et blanc - 1,37:1 - 35 mm - son mono
- Genre : Drame
- Durée : 99 minutes
- Date de sortie : 
  - France : 24 mai 1934
- Affiche : Jean-Adrien Mercier

## Distribution
- Lisette Lanvin : Marie
- Paulette Dubost : Gisèle
- Jean Servais : Pierre
- Robert Arnoux : Jean
- Jean-Louis Allibert : Louis
- Charles Camus : Le père
- Franck Maurice : Le cafetier
- Jane Pierson : La cliente
- Made Siamé : L'infirmière
- Eugène Stuber : Le patron
- Titys : L'ivrogne

## Nominations
Le film fut sélectionné à la Mostra de Venise 1934.